# Gary Paulsen

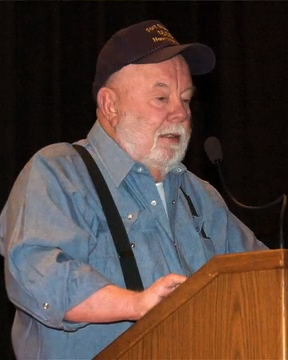
Gary Paulsen (2012)

Gary Paulsen (* 17. Mai 1939 in Minneapolis, Minnesota; † 13. Oktober 2021 in Tularosa, New Mexico) war ein US-amerikanischer Schriftsteller, der als Jugendbuchautor bekannt wurde.

## Leben
Gary Paulsen interessierte sich schon als Jugendlicher für das Schreiben. Um den kalten Minnesota-Wintern zu entkommen, ging er regelmäßig in Büchereien, um zu lesen. Das Lesen half ihm auch gleichzeitig, mit seiner schwierigen familiären Situation fertig zu werden, da seine beiden Elternteile Alkoholiker waren. Er wurde von seinen Großeltern aufgezogen. Er begann seine Schreibfähigkeiten zu verbessern, indem er anfangs Zeitschriften korrigierte. 1966 wurde sein erstes Buch veröffentlicht.
Gary Paulsen nahm 1983, 1985 und 2006 am längsten Schlittenhunderennen der Welt, dem Iditarod, teil und verarbeitete seine Erlebnisse 1994 in einem Buch, wodurch das Rennen international bekannt wurde. Das Buch diente 2001 als Vorlage für den Disneyfilm Snowdogs – Acht Helden auf vier Pfoten (Snowdogs).
Er lebte mit seiner Frau in Tularosa, New Mexico. Aus der Ehe ging ein Sohn hervor.

## Werk
Paulsen schrieb mehr als 250 Bücher, viele Kurzgeschichten und einige Stücke, die alle primär für junge Leute sind. Paulsen hat für seine Bücher mehrfach die Newbery Medal, den renommiertesten Kinderliteraturpreis der USA, verliehen bekommen, erstmals für Dogsong (1985), die Geschichte eines Eskimojungen, der mit einem Schlittenhundgespann auf eine Reise geht.

## Weitere Preise
- 1995: Regina Medal
- 1997: Margaret A. Edwards Award für große Verdienste in der Jugendliteratur (ALA)
- 2001: jeweils Silberner Lufti für Blaues Licht und Mein Freund Harold
- 2001: ALA Best Books for Young Adults für The Beet Fields

## Werke (Auswahl)
- Allein in der Wildnis („Hatchet“). Carlsen, Hamburg 1995, ISBN 3-551-35562-2.
- Allein in der Wildnis („Hatchet“). Sonderausgabe. Carlsen, ISBN 978-3-551-31012-5.
- Blaues Licht („The transall saga“). Carlsen, Hamburg 2005, ISBN 3-551-35439-1.
- Brians Winter („Brian’s winter“). Fischer, Frankfurt/M. 1999, ISBN 3-596-80290-3.
- Das Camp („The cookcamp“). Fischer, Frankfurt/M. 2000, ISBN 3-596-80130-3.
- Der Fluss (Fortsetzung von Allein in der Wildnis, dt. „The river“). Carlsen, Hamburg 1997, ISBN 3-551-35345-X.
- Foxman („The Foxman“). Carlsen, Hamburg 1993, ISBN 3-551-55261-4.
- Freiheit ohne Grenzen. Mit der Harley durch die USA („Zero to sixty“). Piper, München 2001, ISBN 3-492-23306-6.
- Das Geheimnis von Red Horse. Zwei Abenteuergeschichten („The legend of Red Horse Cavern“). Fischer, Frankfurt/M. 2000, ISBN 3-596-80267-9.
- Iditarod. Das härteste Hundeschlittenrennen der Welt („Winterdance“). Piper, München 2000, ISBN 3-492-22910-7.
- Lied der Wildnis („Woodsong“). Fischer, Frankfurt/M. 1999, ISBN 3-596-80022-6.
- Mein Freund Harold („The Shaftiabibababosschernoff Discoveries“). Carlsen, Hamburg 2002, ISBN 3-551-35183-X.
- Nacht über dem Meer. Eine abenteuerliche Reise („The voyage of the frog“). Carlsen, Hamburg 1998, ISBN 3-551-58020-0.
- Puffmaistage und Buttermilchnächte („Popcorn days and buttermilk nights“). Dressler, Hamburg 1986, ISBN 3-7915-1644-2.
- Eine Weihnachtsgeschichte („A christmas sonata“). Carlsen, Hamburg 2005, ISBN 978-3-551-55418-5.
- Im Winterzimmer („The winter room“). Fischer, Frankfurt/M. 1999, ISBN 3-596-85016-9.
- Zurück in die Wildnis („Brian’s return“). Carlsen, Hamburg 2000, ISBN 3-551-58060-X.
- Gefährliche Ferien. Ravensburger Verlag 2005, ISBN 3-7817-1887-5